# Neurogenia longicornis
Neurogenia longicornis là một loài tò vò trong họ Ichneumonidae.